# رودنبورگ
رودنبورگ (به لاتین: Rodenbourg) یک منطقهٔ مسکونی در لوکزامبورگ است که در یونگلینستر واقع شده‌است.